# Nepenthes trusmadiensis
Nepenthes trusmadiensis este o specie de plante carnivore din genul Nepenthes, familia Nepenthaceae, ordinul Caryophyllales, descrisă de Marabini. Conform Catalogue of Life specia Nepenthes trusmadiensis nu are subspecii cunoscute.

## Galerie de imagini

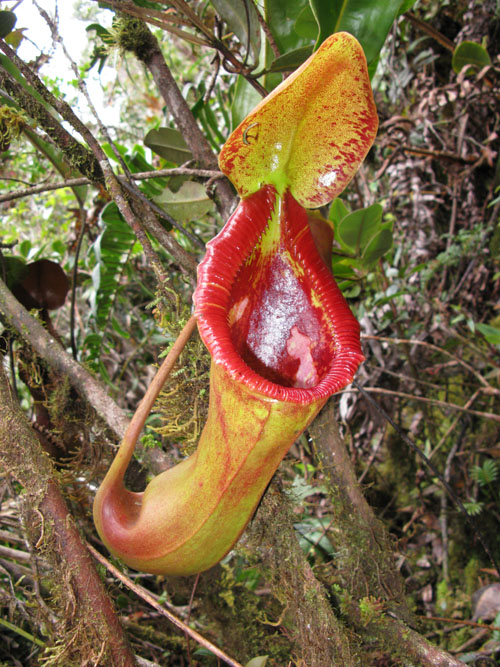
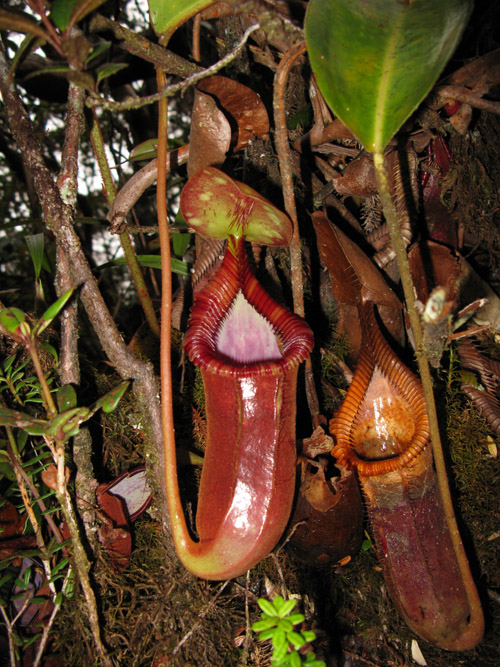
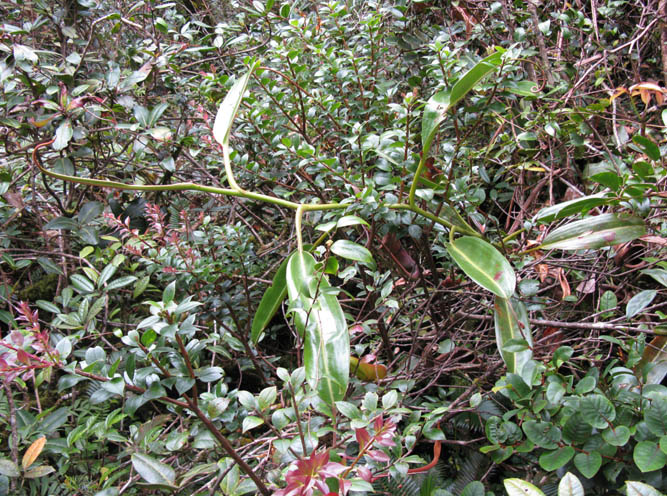
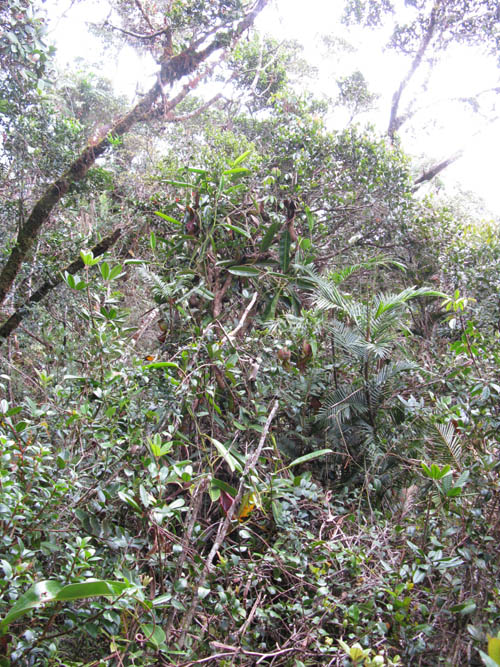